# عبد القادر الأرناؤوط
عبد القادر الأرناؤوط أو «قدري صوقل» (1928 - 26 نوفمبر 2004) محدّث ومدّرس وخطيب ومحقق للتراث الإسلامي، ترجع أصوله الألبانية لإقليم كوسوفا، عاش وتوفي في مدينة دمشق في القرن العشرين، هاجر بهم والده «صوقل» من قريتهم فريلا التابعة لبلدة دييّا في كوسوفا والتي كانت جزءا من يوغسلافيا خلال اضطهاد الصرب للمسلمين في كوسوفا والبوسنة واستقر بهم في دمشق، وعلى ذلك كان يجيد اللغتين الألبانية والعربية.
بعد خروج ناصر الدين الألباني من دمشق أصبح الشيخ عبد القادر مرجع السلفية بسوريا حتى وفاته.[بحاجة لمصدر]
خطب في مساجد كثيرة وكان يعطي دروس عامة في شرح الحديث اختصاصه كما درّس الطلاب في معهد بدر الدين الحسني الشهير بالأمينية في جامع فاطمة الزهراء بالمزة كما كان يعطي دروس مصطلح الحديث أسبوعيا في نفس المعهد.

الشيخ عبد القادر الأرناؤوط في شبابه

## شيوخه
- محمد صالح الفرفور، درس عنده العربية والفقه الحنفي والتفسير.
- سليمان غاوجي الألباني، درس عنده النحو والصرف.
- صبحي العطار، تلقى منه تلاوة القرآن.
- محمود فايز الديرعطاني.
- سعيد الأحمر التلي.[2]

## تحقيقاته
منها ما اشترك في تحقيقه مع شعيب الأرنؤوط، ومنها:
- زاد المسير في علم التفسير لابن الجوزي.
- المبدع شرح المقنع لابن المفلح.
- روضة الطالبين وعمدة المفتين للنووي.
- زاد المعاد في هدي خير العباد لابن القيم.

ومنها ما حققها مع آخرين:
- شذرات الذهب في أخبار من ذهب.[3]

ومنها ما حققه بمفرده، ومنها:
1. مختصر شعب الإيمان للبيهقي.
2. الفرقان بين أولياء الرحمن وأولياء الشيطان لابن تيمية.
3. جامع الأصول في أحاديث الرسول لابن الأثير.
4. الأذكار للنووي.
5. الشفا بتعريف حقوق المصطفى للقاضي عياض.
6. شمائل الرسول لابن كثير.

وقدَّم لكتب كثيرة منها:
- (إنارة الفِكْر بما هو الحقُّ في كيفية الذِّكْر) لبرهان الدين البِقاعي، تحقيق سليمان الحرش.
- (معجم مصطلحات الحديث) تأليف سليمان الحرش وحسين إسماعيل الجمل.
- (إسلام آخر زمن) تأليف منذر الأسعد.

## أولاده
محمود، أحمد، محمد، معاذ، عمار، ياسر، مازن، أنس.

## وفاته
توفي عام 2004 م عن عمر 76 عاماً.

## وصلات خارجية
- صفحته على موقع طريق الإسلام.

- عبد القادر الأرناؤوط.. إسلام أون لاين، اذكر الله يذكرك.